# Kỳ Khang
Kỳ Khang là một xã thuộc huyện Kỳ Anh, tỉnh Hà Tĩnh, Việt Nam.

## Địa giới hành chính
Xã Kỳ Khang nằm ở phía bắc của huyện Kỳ Anh.
- Phía bắc giáp xã Kỳ Phú và vịnh Bắc Bộ.
- Phía đông giáp vịnh Bắc Bộ và xã Kỳ Ninh.
- Phía nam giáp xã Kỳ Thọ.
- Phía tây giáp các xã Kỳ Trung, Kỳ Giang và Kỳ Đồng.

## Hành chính
Năm 1986, 100 hécta diện tích tự nhiên và 833 người của xã Kỳ Khang được tách ra cùng với một phần diện tích và dân số các xã Kỳ Phú và Kỳ Giang để thành lập xã Kỳ Đồng. Sau khi chia tách, xã Kỳ Khang còn 2.488 hécta với 6.151 người.
Xã Kỳ Khang gồm 11 thôn, xóm: Trung Tân, Trung Tiến, Sơn Hải, Tiến Thành, Đồng Tiến, Vĩnh Phú, Vĩnh Long, Đậu Giang, Phú Thượng, Hoàng Dụ, Quảng Ích.

## Địa lý tự nhiên
Từ xa xưa trên địa bàn xã này có tuyến kênh Nhà Lê nối từ  kinh đô Hoa Lư đến Đèo Ngang đi qua, là tuyến đường thủy đầu tiên trong lịch sử Việt Nam và được coi là tuyến đường Hồ Chí Minh trên sông vì những đóng góp cho các cuộc chiến tranh của người Việt.

## Giao thông
- Xã Kỳ Khang có Quốc lộ 1 chạy qua.